# Copa Federación de Bangladés
La Copa Federación es el principal torneo de Copa de fútbol en Bangladés, fue creado en el año 1980 y es organizada por la Federación de Fútbol de Bangladés, siendo responsable también en la realización de los partidos.
El torneo incluye participantes de la Bangladesh League con otros equipos y ocasionalmente son invitados equipos de fútbol de la India en ediciones anteriores, donde la mayoría de los partidos se juegan en el Bangabandhu National Stadium.

## Formato
El torneo se juega hasta haber conformado una llave principal de 16 equipos: los 10 mejores equipos de la Bangladesh League pasan directamente a la fase final de 16, mientras que los otros 6 salen de las fases preliminares.
En la fase final los equipos son colocados en 4 grupos, los 2 mejores clasifican a la fase de eliminación.

## Lista de Campeones y Finalistas
| Temporada | Campeón                             | Resultado      | Finalista                      |
| --------- | ----------------------------------- | -------------- | ------------------------------ |
| 1980      | Mohammedan SC Brothers Union        | 0–0            | (Ambos considerados campeones) |
| 1981      | Mohammedan SC                       | 2–0            | Abahani Limited Dhaka          |
| 1982      | Mohammedan SC Abahani Limited Dhaka | 0–0            | (Ambos considerados campeones) |
| 1983      | Mohammedan SC                       | 2–0            | Abahani Limited Dhaka          |
| 1984      | Mohammedan SC Abahani Limited Dhaka | 0–0            | (Final abandonada)             |
| 1985      | Abahani Limited Dhaka               | 1–0            | Brothers Union                 |
| 1986      | Abahani Limited Dhaka               | 2–1            | Brothers Union                 |
| 1987      | Mohammedan SC                       | 1–0            | Dhaka Wanderers                |
| 1988      | Abahani Limited Dhaka               | 1–0            | Mohammedan SC                  |
| 1989      | Mohammedan SC                       | 2–1            | Abahani Limited Dhaka          |
| 1990      | No disputada                        | No disputada   | No disputada                   |
| 1991      | Brothers Union                      | 0–0 (4–2 pen.) | Mohammedan SC                  |
| 1992–1993 | No disputada                        | No disputada   | No disputada                   |
| 1994      | Muktijoddha SKC                     | 3–2            | Abahani Limited Dhaka          |
| 1995      | Mohammedan SC                       | 0–0 (6–5 pen.) | Abahani Limited Dhaka          |
| 1996      | No disputada                        | No disputada   | No disputada                   |
| 1997      | Abahani Limited Dhaka               | 2–1            | Arambagh KS                    |
| 1998      | No disputada                        | No disputada   | No disputada                   |
| 1999      | Abahani Limited Dhaka               | 0–0 (5–3 pen.) | Muktijoddha SKC                |
| 2000      | Abahani Limited Dhaka               | 2–1            | Mohammedan SC                  |
| 2001      | Muktijoddha SKC                     | 3–0            | Arambagh KS                    |
| 2002      | Mohammedan SC                       | 2–0            | Muktijoddha SKC                |
| 2003      | Muktijoddha SKC                     | 2–1            | Mohammedan SC                  |
| 2004      | No disputada                        | No disputada   | No disputada                   |
| 2005      | Brothers Union                      | 1–0            | Muktijoddha SKC                |
| 2006–2007 | No disputada                        | No disputada   | No disputada                   |
| 2008      | Mohammedan SC                       | 1–1 (3–2 pen.) | Abahani Limited Dhaka          |
| 2009      | Mohammedan SC                       | 0–0 (4–1 pen.) | Abahani Limited Dhaka          |
| 2010      | Abahani Limited Dhaka               | 5–3            | Sheikh Jamal                   |
| 2011      | Sheikh Jamal                        | 3–1            | BJMC                           |
| 2012      | Sheikh Russel KC                    | 2–1            | Sheikh Jamal                   |
| 2013      | Sheikh Jamal                        | 1–0            | Muktijoddha SKC                |
| 2014      | No disputada                        | No disputada   | No disputada                   |
| 2015      | Sheikh Jamal                        | 6–4            | Muktijoddha SKC                |
| 2016      | Abahani Limited Dhaka               | 1–0            | Arambagh Krira Sangha          |
| 2017      | Abahani Limited Dhaka               | 3–1            | Abahani Limited (Chittagong)   |
| 2018      | Abahani Limited Dhaka               | 3–1            | Bashundhara Kings              |
| 2019–20   | Bashundhara Kings                   | 2–1            | Rahmatganj MFS                 |
| 2020–21   | Bashundhara Kings                   | 1–0            | Saif Sporting Club             |
| 2021–22   | Abahani Limited Dhaka               | 2–1            | Rahmatganj MFS                 |
| 2022–23   | Mohammedan SC                       | 4–4 (4–2 pen.) | Abahani Limited Dhaka          |

## Títulos por club
| Club                         | Títulos | Campeonatos                                                             | Finalista | Finales Perdidas                               |
| ---------------------------- | ------- | ----------------------------------------------------------------------- | --------- | ---------------------------------------------- |
| Abahani Limited              | 12      | 1982*, 1985, 1986, 1988, 1997, 1999, 2000, 2010, 2016, 2017, 2018, 2022 | 8         | 1981, 1983, 1989, 1994, 1995, 2008, 2009, 2023 |
| Mohammedan SC                | 11      | 1980*, 1981, 1982*, 1983, 1987, 1989, 1995, 2002, 2008, 2009, 2023      | 4         | 1988, 1991, 2000, 2003                         |
| Muktijoddha SKC              | 3       | 1994, 2001, 2003                                                        | 5         | 1999, 2002, 2005, 2013, 2015                   |
| Brothers Union               | 3       | 1980*, 1991, 2005                                                       | 2         | 1985, 1986                                     |
| Sheikh Jamal                 | 3       | 2011, 2013, 2015                                                        | 2         | 2010, 2012                                     |
| Bashundhara Kings            | 2       | 2020, 2021                                                              | 1         | 2018                                           |
| Sheikh Russel KC             | 1       | 2012                                                                    | -         | ---                                            |
| Arambagh KS                  | -       | ---                                                                     | 2         | 1997, 2001                                     |
| Rahmatganj MFS               | -       | ---                                                                     | 2         | 2020, 2022                                     |
| Dhaka Wanderers              | -       | ---                                                                     | 1         | 1987                                           |
| BJMC                         | -       | ---                                                                     | 1         | 2011                                           |
| Abahani Limited (Chittagong) | -       | ---                                                                     | 1         | 2017                                           |

## Patrocinadores
Era quien financiaba el torneo.
| Periodo   | Patrocinador        |
| --------- | ------------------- |
| 1980–1988 | No había            |
| 1989      | Coca-cola           |
| 1991–1994 | No había            |
| 1995      | Beximco             |
| 1997      | No había            |
| 1999      | Pedrolo Pump        |
| 2000      | No había            |
| 2001      | Grupo Nitol         |
| 2002–2003 | Muktijoddha Sangsad |
| 2003-2005 | Kohinoor Chemical   |
| 2008-2009 | Citycell            |
| 2010-2012 | Grameenphone        |
| 2013-     | Walton              |